# Arifmetika ubijstva
Arifmetika ubijstva (russisk: Арифметика убийства, da.: Mordets aritmetik) er en sovjetisk spillefilm fra 1991 instrueret af Dmitrij Svetozarov. Filmen er baseret på en roman af samme navn af Mikhail Popov.

## Handling
I en lurvet og rotteinficeret okmmunal ejendom i Leningrad er begået et mord. En tvivlsom personage,  Matvej Ivanovitj Brjukhanov, en alkoholiseret bølle og libertiner, er blevet dræbt. Sagen er overdraget til efterforsker Pjotr Prokofjevitj Konev. Alle i ejendommen har et motiv til at slå Brjukhanov ihjel, men alle har et alibi. Detektiven kommer i kontakt med en lokal beboer, en handicappet person med høj intelligens, der hjælper har detektiven. 

## Medvirkende
- Sergej Bekhterev som Ilja Muromtsev
- Zinaida Sjarko som Varvara Petrovna
- Jurij Kuznetsov som Pjotr Konev
- Lev Borisov som Platon Bryzgalin
- Olga Samosjina som Marina Klimova